# Die Kneifzange
Das politisch-satirische Kabarett Die Kneifzange  wurde 1953 als Lehrer- und Schülerkabarett in Hennigsdorf bei Berlin gegründet.
Seit 1955 war es unter der Leitung des Texters Horst Heller Teil des Erich-Weinert-Ensembles als Tourneekabarett der Nationalen Volksarmee tätig. Es gehörte zu den vier Profi-Kabaretts der DDR. Sein Hauptautor und Dramaturg war 1961–1976 der spätere Schriftsteller Karl-Heinz Tuschel, gefolgt von Horst Heller, der 1978 als Leiter und Regisseur der Kneifzange den Theodor-Körner-Preis bekam.
1990 übernahm der Regisseur Wolfgang Rumpf die Intendanz. Das Kabarett spielte in einem Theater mit 100 Plätzen in Berlin an der Friedrichstraße im Haus der Russischen Wissenschaften und Kultur. Zum Ensemble des Kabaretts gehörten die Schauspieler Madeleine Lierck-Wien, Vera Müller, Tom Deininger, Fabian Oscar Wien und Klaus Zeim. Am 26. Oktober 2011 verkündete das Theater die Einstellung des Spielbetriebs zum Ende dieses Monats.